# Clerota bodhisattva
Clerota bodhisattva är en skalbaggsart som beskrevs av Kunckel d'herculais 1912. Clerota bodhisattva ingår i släktet Clerota och familjen Cetoniidae. Inga underarter finns listade i Catalogue of Life.